# Siebwasser
Das Siebwasser ist in der Papierherstellung der Wasserstrom, der bei der mechanischen Entwässerung in der Siebpartie der Papiermaschine anfällt. Es wird großteils im Prozess wieder eingesetzt. Ein geringer Teil wird – soweit kein geschlossener Wasserkreislauf realisiert ist – nach Abtrennung von Feststoffen zu Prozessabwasser.
Man unterscheidet an Langsiebpapiermaschinen das Siebwasser 1 (aus der direkten Auflauf- und Registerpartie), Siebwasser 2 (aus der Saugergruppe) und Siebwasser 3 (aus der Saugbrustwalze oder Gautsch).
- Das Siebwasser 1 enthält nur geringe Fasermengen und vorrangig Feinstfüllstoffe. Der Abgang erfolgt durch hydromechanische Entwässerung im Bereich der Registerwalzen oder Foils also im ersten und zweiten Siebdrittel. Es stellt die größte relative Siebwassermenge dar und wird direkt in den Auflaufmischer als Verdünnungswasser zurückgeführt.
- Das Siebwasser 2 entsteht durch Unterdruckabsaugung in der Saugergruppe, also im letzten Siebdrittel. Es enthält bereits größere Mengen herausgelöster Fasern und wird in der Mischervorstufe zurück in den Zulauf gemischt.
- Das Siebwasser 3 enthält fast nur noch Füll- und Farbstoffe, da es aus dem bereits fertigen Vlies entzogen wird. Siebwasser 3 wird meist in eine Stofffangstufe oder Grobstoffsortierung zurückgeführt und erst danach für die Rücklaufmischung verwendet.

Bei einsiebigen Rundsiebpapiermaschinen fällt nur ein direktes Siebwasser an, welches der Entwässerungsart wegen nicht so stark verschmutzt ist wie die Siebwässer der Langsiebmaschine. Das Siebwasser 3 der Langsiebmaschine entsteht als Pressenwasser außerhalb der Siebpartie. Gleiches gilt für die Handschöpferei.
Durch Einstellung der Retention soll der Feststoffgehalt im Siebwasser gering gehalten werden, um den Reinigungsaufwand am Stofffänger-Aggregat, die Reaktionszeit der Stoffauflauf-Regelung, den Pumpaufwand, das Risiko von Ablagerungen und gegebenenfalls Verschleiß zu begrenzen. 